# Svenska Högarna
Svenska Högarna este o arie protejată (arie specială de conservare — SAC, sit de importanță comunitară — SCI, arie de protecție specială avifaunistică — SPA) din Suedia întinsă pe o suprafață de 2.667,1 ha, integral pe uscat.

## Localizare
Centrul sitului Svenska Högarna este situat la coordonatele 59°25′54″N 19°29′46″E / 59.4317°N 19.4961°E.

## Înființare
Situl Svenska Högarna a fost declarat sit de importanță comunitară în decembrie 1995 pentru a proteja 3 specii de animale. Alte tipuri de protecție:
- arie de protecție specială avifaunistică (în martie 1996)[2]
- arie specială de conservare (în martie 2011)[1][3][4]

## Biodiversitate
Situată în ecoregiunile boreală și marină baltică, aria protejată conține 4 habitate naturale: Recifuri, Lagune de coastă, Insulițe și insule mici din Baltica boreală, Bancuri de nisip acoperite în permanență slab de apă marină.
La baza desemnării sitului se află mai multe specii protejate:
- păsări (1): Sterna paradisaea
- amfibieni (1): triton cu creastă (Triturus cristatus)
- mamifere (1): Halichoerus grypus